# 82-й гвардейский мотострелковый полк
82-й гвардейский мотострелковый Каменец-Подольский Краснознамённый орденов Суворова, Кутузова и Богдана Хмельницкого полк — тактическое формирование Сухопутных войск СССР.
Сражения и операции Великая Отечественная война: в Битве под Москвой, Орловской наступательной операции, (операция «Кутузов»), Проскуровско-Черновицкой наступательной операции, Львовско-Сандомирской наступательной операции, Сандомирско-Силезской наступательной операции, Нижне-Силезской наступательной операции, Верхне-Силезской наступательной операции, Берлинской наступательной операции, Пражской наступательной операции
Операция «Дунай».

## История полка
82-й гвардейский мотострелковый полк (войсковая часть полевая почта 47545, позывной «Племянник») имел наименования:
- с момента формирования 1942 года — 49-я механизированная бригада;
- с 17 марта 1945 года — 35-я гвардейская механизированная бригада;
- с 24 июня 1945 года — 35-й гвардейский механизированный полк;
- с 1946 года — 35-й гвардейский отдельный кадровый механизированный батальон;
- с 1949 года — 35-й гвардейский механизированный полк;
- с 1957 года — 82-й гвардейский мотострелковый полк;
- с 1985 года — 215-й гвардейский танковый полк.

### Формирование бригады
82-й гвардейский мотострелковый полк формировался с 15 по 25 сентября 1942 года как 49-я механизированная бригада в Горьковском учебном автобронетанковом центре в городе Дзержинске Горьковской области, преимущественно из моряков Тихоокеанского флота.
В её состав входили:
- Управление бригады
- 1-й мотострелковый батальон
- 2-й мотострелковый батальон
- 3-й мотострелковый батальон
- Миномётный батальон
- Артиллерийский дивизион
- Зенитный артиллерийский дивизион
- Рота ПТР
- Рота автоматчиков
- Разведывательная рота
- Рота управления
- Рота технического обеспечения
- Медико-санитарный взвод
- 46-й (127-й) танковый полк

В составе действующей армии бригада участвовала в боевых действиях: с 01.11.1942 г. по 09.03.1943 г.; с 20.07.1943 г. по 19.09.1943 г.; с 27.02.1944 г. по 17.03.1945 г.
В составе 5-го механизированного корпуса участвовала в Контрнаступлении под Сталинградом.

### В составе 6-го гвардейского механизированного корпуса
6-й гвардейский механизированный корпус был сформирован. 17-го июня в районах городов Загорск и Краснозаводск Московской области на базе 3-й гвардейской мотострелковой дивизии и 49-й механизированной бригады (командир подполковник В. В. Жабо) из состава 5-го механизированного корпуса.
19 июня 1943 года в состав бригады вошёл 127-й танковый полк, командир полка — подполковник Диденко Д.Я.
49-я механизированная бригада в составе 6-го гвардейского механизированного корпуса участвовала в операциях:
- Орловской наступательной операции (операция «Кутузов») 12.07.1943 — 18.08.1943.

Об ожесточённых кровопролитных боях свидетельствуют архивные документы.
События первого дня наступления подробно отражены в сохранившихся документах 49-й мбр и 29 отп.
К началу боевых действий 49-я механизированная бригада подполковника В. В. Жабо имела в своём составе 3364 человека и следующее вооружение: ручных пулемётов — 114, станковых пулемётов — 45, крупнокалиберных пулемётов ДШК — 9; ПТР — 97; миномётов 120-мм — 6 , миномётов 82-мм — 30; орудий 76-мм — 12, орудий 45-мм — 12; танков T-34 — 32, танков Т-70 — 7; БТР и БМ — 17; грузовых автомобилей — 203.
25 июля комкор отдал приказ бойцам бригады Жабо совершить прорыв совместно с частями 8 стрелкового корпуса в районе н. п. Лунево.
В 10 часов 26 июля шесть самолётов Ил-2 провели штурмовку ближней обороны противника на участке Долбилово — Прилепы.
В 11.00 артиллерия и миномёты произвели 15-минутный налёт на передний край обороны противника.
Из журнала боевых действий 49-й гвардейской механизированной бригады:

Танкисты 127-го тп пошли в атаку, своим огнём и гусеницами подавили огневую систему противника на переднем крае. Пехота и танки в тесном взаимодействии огня с движением уничтожили противника на переднем крае и в 11 час. 30 мин. захватили Лунево. Пр-к начал обходить Боровое. Преследуя его, танки вышли на сев.-зап. окр. Боровое. Пр-к в Боровое подбил 4 Т-34. Танки в 13.30 возвратились за пехотой в Лунево. В 14.30 1 и 2 мсб совместно со 127 тп перешли в атаку и овладели Боровое в 15.20.
В 15.00 56-й отдельный танковый полк совместно с 3 мсб начали наступать в направлении Бессоновский, но в 16.00 были встречены сильным огнём артиллерии и миномётов и, потеряв 12 танков, были остановлены.
В 16.00 противник сконцентрировал до 20 танков в р-не Сурьянино, после массированного артминобстрела нашими частями эти танки по магистрали Орел-Болхов были брошены на Лучки. Нами своевременно был прикрыт левый фланг.
В 20.00 в результате контратаки противника 1 и 2 мсб, 127 тп из Боровое были выбиты и закрепились на высоте сев.-зап. Боровое. [ … ]
В ходе первого дня боёв за деревню Боровое потери бригады составили в людях: убито — 64, ранено — 240; в вооружении: 12 танков Т-34, из них 2 безвозвратно, одно 76-мм орудие и 2 автомобиля.
— http://10otb.ru/division/6gmk.html
27 июля 1943 года танкисты и мотострелки 49-й мбр подполковника В. В. Жабо и приданного ей 56-й отп форсировали р. Орс и атаковали с востока опорный пункт противника в роще cеверо-восточнее Моисеевки. Мотострелки 49 мбр под сильным пулемётным, миномётным и артиллерийским огнём залегли и отстали от танков 56-й отп, которые, потеряв 10 машин сожжёнными, отошли в исходное положение.
В 13.00 командир корпуса из-за левого фланга 49-й мбр решил ввести в бой части 16 гв. мбр полковника В. М. Артеменко. Бригада вышла на рубеж р. Орс на участке Бессоновский — Дулебино и, встретив сильное огневое сопротивление с южного берега р. Орс, дальнейшего продвижения не имела.
Во второй день наступления комбриг решил силами 127 тп 16 гв. мбр и 56-го отп, ударив во фланг противника в направлении нп Дулебинский, выйти к Шемякино. Для этого готовился танковый десант на танках, но ввиду сильного артиллерийско-миномётного огня десант на танки посадить не удалось.
Из журнала боевых действий 49-й механизированной бригады.

В 12.00 без артобработки переднего края обороны противника танки 56-го отп форсировали р. Орс. Танкистам 127-го тп не удалось форсировать реку, и они остановились перед нп Ясная Поляна, ведя огонь с места. Пехота мотострелковых батальонов поднялась за танками 56-го отп. Противник с целью отсечь её от танков открыл сильный артминогонь. Наши мотострелки залегли, и танки ушли вперёд. В 12.30 артиллерия противника открыла огонь по танкам, загорелось 12 танков 56-го отп. Остальные танки возвратились на исходные позиции.
В 19.00 атака повторилась, но успеха не принесла. Задачу дня бригада не выполнила.
— Журнал боевых действий
- Проскуровско-Черновицкой наступательной операции 04.03.1944 — 17.04.1944.
- В ходе Проскуровско-Черновицкой наступательной операции участвовала в освобождении городов:

Скалат. Освобождён 21 марта 1944 г.
6-й гвардейский механизированный корпус в ночь на 4 марта 1944 года был введён в сражение в полосе 60-й армии севернее города Ямполь. Преодолевая ожесточённое сопротивление немецко-фашистских войск в условиях весенней распутицы и бездорожья, соединения корпуса, во взаимодействии с другими войсками армии, 26 марта освободили город Каменец-Подольский
49-й механизированной бригаде и 56-му отдельному танковому полку, отличившимся в боях с немецкими захватчиками за освобождение города Каменец-Подольск, присвоено наименование «Каменец-Подольских».
В Львовско-Сандомирской наступательной операции (13.07.1944 — 29.08.1944),
6-й гв. мехкорпус С 13 июля по 3 сентября 1944 года корпус прошёл в боями более 300 километров.
В ходе Львовско-Сандомирской наступательной операции бригада участвовала в освобождении Перемышляны. Освобождён 20 июля 1944 года.

Львов. Освобождён 27 июля 1944 года. Приказом Верховного Главнокомандующего от 10 августа 1944 года № 0256 6-му гвардейскому механизированному Краснознамённому корпусу и его частям (16-й гвардейской механизированной бригаде, 1-му гвардейскому самоходному артиллерийскому полку, 396-му зенитному артиллерийскому полку), отличившимся в боях за овладение городом Львов, присвоено наименование «Львовских»
Указом Президиума Верховного Совета СССР от 10 августа 1944 года и приказом Заместителя Народного Комиссара Обороны СССР от 25 августа 1944 года № 0281 за образцовое выполнение заданий командования в боях с немецкими захватчиками, за овладение городом Львов и проявленные при этом доблесть и мужество 49-я механизированная Каменец-Подольская бригада награждена орденом Богдана Хмельницкого 1-й степени;
Бригада участвовала в освобождении Комарно. Освобождён 29 июля 1944 года.
- Сандомирско-Силезской наступательной операции [12.01.1945 — 03.02.1945]
- Нижнесилезской наступательной операции [08.02.1945 — 24.02.1945]

### 35-я гвардейская механизированная бригада
17 марта 1945 года преобразована из 49-й механизированной бригады в 35-ю гвардейскую механизированную бригаду. Приказом НКО № 050 от 17 марта 1945 года 127-й тп 49-й мбр переименован в 116-й гвардейский танковый полк 35-й гвардейской механизированной бригады.
Состав бригады:
- Управление бригады
- 1-й мотострелковый батальон
- 2-й мотострелковый батальон
- 3-й мотострелковый батальон
- Миномётный батальон
- Артиллерийский дивизион
- Рота ПТР
- Рота автоматчиков
- Разведывательная рота
- Рота управления
- Рота техобеспечения
- Инженерно-минная рота
- Автомобильная рота
- Медико-санитарный взвод
- Зенитно-пулемётная рота
- 116-й гвардейский танковый полк

Гвардейская бригада участвовала в боях и операциях:
- Верхнесилезской наступательной операции (15.03.1945 — 31.03.1945)
- Берлинской наступательной операции (16.04.1945 — 08.05.1945)
- Беелитц (Белиц). Освобождён 23 апреля 1945 г. войсками 1 УФ в ходе Берлинской операции

24 апреля 1945 года передовой отряд корпуса (35-я гвардейская механизированная бригада) форсировал р. Хавель, овладел Кетцином и, продолжая наступление, в 23 ч. 30 м в районе Этцин соединился с частями 238 сд 1 Белорусского фронта, наступающими с севера, завершив окружение Берлина.
- Пражской наступательной операции [06.05.1945 — 11.05.1945]

### 35-й гвардейский механизированный полк
24 июня 1945 года 35-ю гвардейскую механизированную бригаду преобразовали в 35-й гвардейский механизированный полк 6-й гвардейской механизированной дивизии.
В ноябре 1946 года в связи с сокращением личного состава Вооружённых сил СССР 6-я гвардейская механизированная дивизия была преобразована в 6-й гвардейский отдельный кадровый механизированный полк, а её полки были переформированы в отдельные кадровые батальоны и дивизионы; отдельные батальоны — в отдельные кадровые роты и батареи. 35-й гвардейский механизированный полк свёрнут в 35-й гвардейский кадровый механизированный батальон
В 1949 году 35-й гвардейский механизированный Каменец-Подольский Краснознамённый орденов Суворова, Кутузова и Богдана Хмельницкого полк был развёрнут до полного штата.

### 82-й гвардейский мотострелковый полк
12 марта 1957 года, в связи с переходом на новый штат, 35-й гвардейский механизированный полк был преобразован в 82-й гвардейский мотострелковый Каменец-Подольский Краснознамённый, орденов Суворова, Кутузова и Богдана Хмельницкого полк 6-й гвардейской мотострелковой дивизии.

### 215-й гвардейский танковый полк формирования 1985 года
В 1985 году, в соответствии с директивами Министра обороны СССР № 314/1/00900 от 4 декабря 1984 г. и Генерального штаба ВС СССР № 314/3/0224 от 8 февраля 1985 г. 6-я гвардейская мотострелковая дивизия была переименована в 90-ю гвардейскую танковую Львовскую ордена Ленина, Краснознамённую, ордена Суворова дивизию.
Полк стал танковым и принял номер 215 и стал именоваться как 215-й гвардейский танковый Каменец-Подольский Краснознамённый, орденов Суворова, Кутузова и Богдана Хмельницкого полк, находясь в составе 90-й гвардейской танковой Львовской ордена Ленина, Краснознамённой, ордена Суворова дивизии.
В 1985 году 10-й отдельный танковый батальон 6-й гв. мсд переформирован в линейный 3-й танковый батальон 215-го гвардейского танкового полка с пунктом прежней дислокации Берлин Карлсхорст.
Одна танковая рота всегда находилась в учебном центре Мюльрозе, где непрерывно отрабатывались задачи боевой подготовки, две другие танковые роты, меняя друг друга, несли караульную и внутреннюю службу в Карлсхорсте

### Вывод войск и расформирование
В 1989 году начался вывод войск. Первой выводилась 25-я танковая дивизия. 803-й гвардейский мотострелковый Вапнярско-Берлинский Краснознамённый, орденов Суворова и Богдана Хмельницкого полк 25-й тд, дислоцированный в Фогельзанге, был переподчинён 90-й гв. тд, а вместо него в его состав 25-й тд введён 215-й гвардейский танковый полк (формирования 1985 года) (вч пп 47545).
215-й гвардейский танковый Каменец-Подольский Краснознамённый, орденов Суворова, Кутузова и Богдана Хмельницкого полк в 1989 году выведен из ЗГВ в Советский Союз в составе 25-й тд и расформирован.

## Награды и наименования
| Награды и почётные наименования            | Дата награждения                                            | За что получена |
| ------------------------------------------ | ----------------------------------------------------------- | --- |
| Почётное звание «Гвардейский»              | присвоено приказом НКО СССР № 050 от 17 марта 1945 года     | за образцовое выполнение заданий командования на фронте борьбы с немецкими захватчиками и проявленное мужество и отвагу |
| Почётное наименование «Каменец-Подольский» | присвоено приказом ВГК № 078 от 3 апреля 1944 года          | за овладение городом Каменец-Подольск |
| Орден Красного Знамени                     | награждён Указом Президиума ВС СССР от 28 мая 1945 года     | за образцовое выполнение заданий командования в боях с немецкими захватчиками при овладении городом Бранденбург и проявленные при этом доблесть и мужество |
| Орден Суворова II степени                  | награждён Указом Президиума ВС СССР от 28 мая 1945 года     | за образцовое выполнение заданий командования в боях при прорыве обороны немцев на реке Нейсе и овладении городами Котбус, Люббен, Цоссен, Беелитц, Лукенвальде, Тройенбритцен, Цана, Мариенфельде, Треббин, Рангсдорф, Дидерсдорф, Кельтов и проявленные при этом доблесть и мужество |
| Орден Кутузова II степени                  | награждён Указом Президиума ВС СССР от 19 февраля 1945 года | за образцовое выполнение боевых заданий командования на фронте борьбы с немецкими захватчиками |
| Орден Богдана Хмельницкого I степени       | награждён Указом Президиума ВС СССР от 10 августа 1944 года | за образцовое выполнение заданий командования на фронте борьбы с немецкими захватчиками, за овладение городом Львов и проявленные при этом доблесть и мужество |

## Командование
49-я мбр — 35-я гв. мбр

### Командиры бригады
- полковник Гречкин Сергей Павлович (с сентября 1942 по январь 1943), погиб 09.01.1943
- подполковник Карась, Тихон Георгиевич с 10.1.1943[5]
- подполковник Жабо Владимир Владиславович (28.7.по 08.08.1943), погиб 08.08.1943
- полковник Туркин, Пётр Николаевич (с 08.1943)
- подполковник Селиванчик, Николай Яковлевич

### Начальник политотдела бригады
полковник Скряго Афанасий Георгиевич(с 05.1943)

### Заместитель командира бригады по строевой части
- полковник Старовойт Григорий Васильевич

### Начальники штаба бригады
- капитан Остроброд Яков Исакович (по 12.12.1942), погиб 12.12.1942
- майор Старовойт, Григорий Васильевич
- майор Лазарев Михаил Васильевич 28.1.1943
- майор Архипов, Аркадий Афанасьевич 05.05.1944 — 30.04.1945[5]
- майор Нестеренко, Владимир Ильич

82-й гв. мсп

## Отличившиеся воины
49-я мехбригада
- Терещенко, Василий Степанович Лейтенант командир танкового взвода 127-го танкового полка.